# Straat Long
Straat Long (Russisch: Пролив Лонга; Proliv Longa) is een zeestraat tussen het vasteland van de Noordoost-Siberische Russische autonome okroeg Tsjoekotka aan zuidwestzijde en het Russische eiland Wrangel aan noordoostzijde, die de westelijke Oost-Siberische Zee verbindt met de oostelijke Tsjoektsjenzee. De zeestraat is vernoemd naar de Amerikaanse walvisvaarder Thomas Long, die in 1867 als eerste westerling Wrangel ontdekte.
De lengte van de zeestraat bedraagt 128 kilometer, de breedte bedraagt ten minste 141 kilometer (tussen Kaap Billings op het vasteland en Kaap Blossom op Wrangel) en de diepte varieert tussen de 36 en 50 meter. Het grootste deel van het jaar is de zeestraat bedekt met ijs. Door de zeestraat loopt de Noordelijke Zeeroute.